# آر. ستانتون أفيري
راي ستانتون أفيري (بالإنجليزية: R. Stanton Avery)‏ هو مهندس ومخترِع أمريكي، ولد في 13 يناير 1907 في أوكلاهوما في الولايات المتحدة، وتوفي في 12 ديسمبر 1997 في باسادينا في الولايات المتحدة.